# Witold Woyda

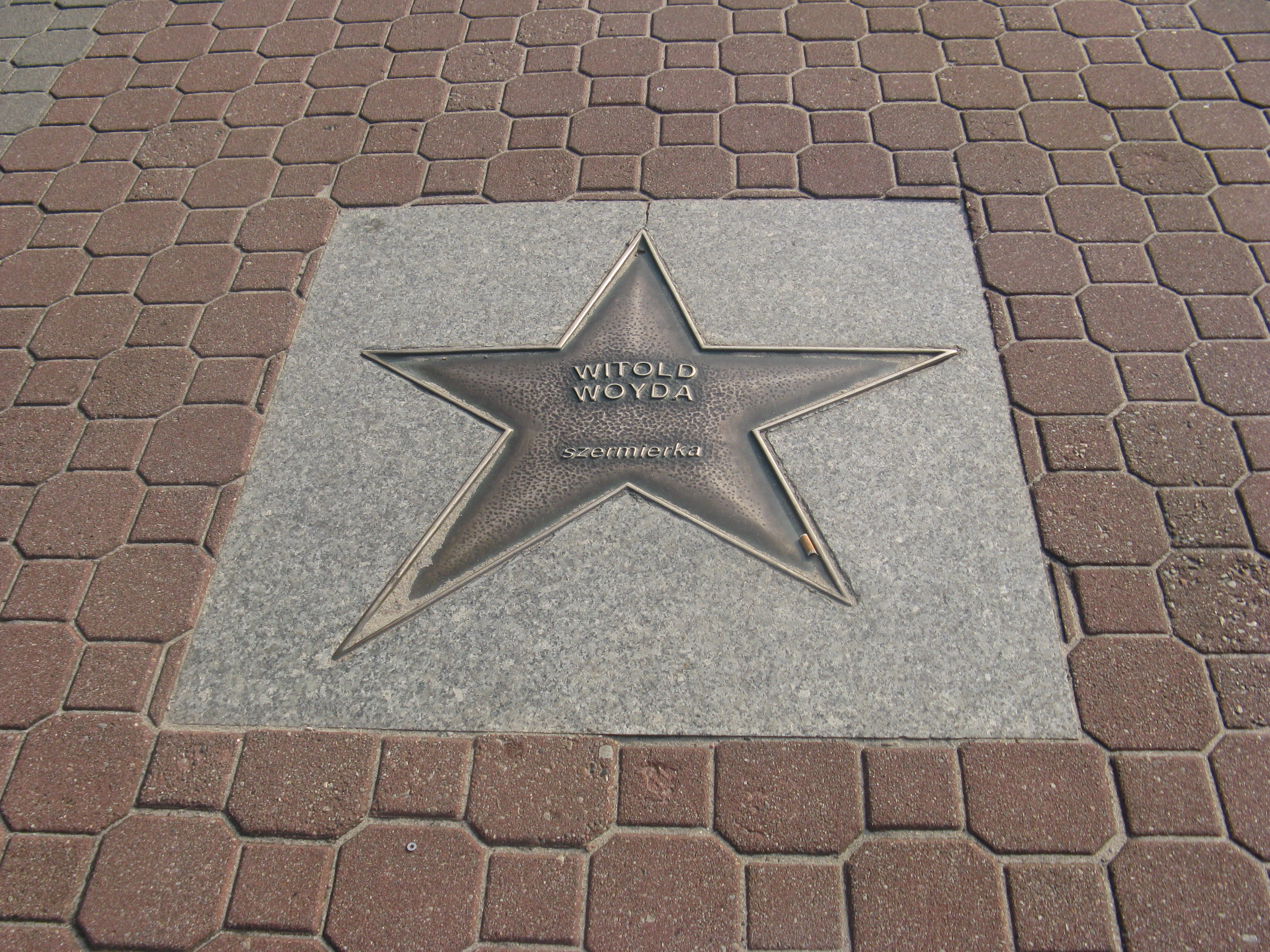
Gwiazda w Alei Gwiazd Sportu we Władysławowie

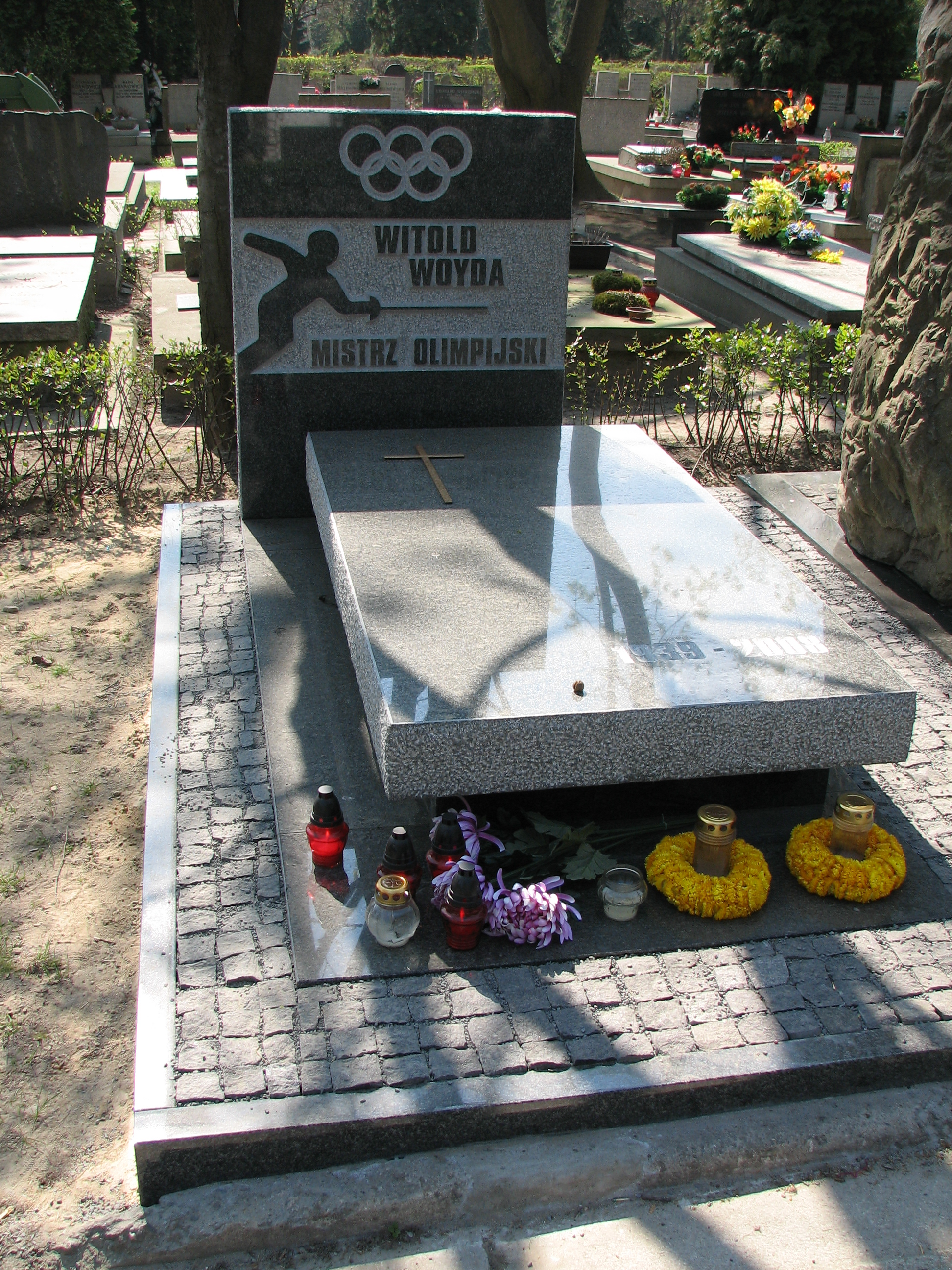
Grób Witolda Woydy na cmentarzu Wojskowym na Powązkach w Warszawie

Witold Woyda (ur. 10 maja 1939 w Poznaniu, zm. 5 maja 2008 w Bronxville, w stanie Nowy Jork) – polski szermierz, czterokrotny medalista olimpijski i wielokrotny medalista mistrzostw świata. Zawodnik Budowlanych Warszawa i Marymontu Warszawa.

## Życiorys
Urodził się w rodzinie Zdzisława Woydy (zm. 1975), oficera 15 Pułku Ułanów Poznańskich, i Ewy ze Słupnickich (1920–2015). Absolwent XIV Liceum Ogólnokształcącego im. Klementa Gottwalda w Warszawie. Następnie studiował na Wydziale Prawa Uniwersytetu Warszawskiego i w Akademii Wychowania Fizycznego im. Józefa Piłsudskiego. Na igrzyska olimpijskie do Rzymu w 1960 pojechał jako 21-letni zawodnik. W turnieju indywidualnym florecistów zajął 4. miejsce. W turnieju drużynowym (wraz z Egonem Franke, Ryszardem Kunze, Ryszardem Parulskim i Januszem Różyckim) zajął miejsce 5–8. Rok później, na mistrzostwach świata w Turynie, zdobył brązowy medal w drużynie, zaś w 1962, podczas mistrzostw świata w Buenos Aires, został dwukrotnym wicemistrzem świata (indywidualnie i drużynowo).
Na igrzyskach w Tokio w 1964 wywalczył drużynowo (drużyna w składzie: Woyda, Franke, Parulski, Różycki, Zbigniew Skrudlik) swój pierwszy medal olimpijski za zajęcie drugiego miejsca, po porażce w finale z zespołem florecistów ZSRR. Na igrzyskach w Meksyku w 1968 zdobył brązowy medal w drużynie (Woyda, Franke, Parulski, Skrudlik, Adam Lisewski).
Na igrzyska olimpijskie w Monachium (1972) pojechał z zamiarem zakończenia kariery. W turnieju indywidualnym osiągnął największy sukces w karierze, zdobywając złoty medal i wygrywając m.in. z Władimirem Dienisowem i Jenő Kamutim. Drugi złoty medal wywalczył w turnieju drużynowym, w którym zespół w składzie Marek Dąbrowski, Arkadiusz Godel, Jerzy Kaczmarek, Lech Koziejowski i Witold Woyda pokonał w finale drużynę ZSRR. W ten sposób Woyda został pierwszym polskim sportowcem, który zdobył dwa złote medale podczas jednych igrzysk olimpijskich.
Ponadto wielokrotnie zdobywał medale w zawodach drużynowych: srebrne na mistrzostwach świata w Gdańsku (1963), mistrzostwach świata w Paryżu (1965), mistrzostwach świata w Hawanie (1969) i mistrzostwach świata w Wiedniu (1971) oraz brązowe na mistrzostwach świata w Moskwie (1966), mistrzostwach świata w Montrealu (1967) i mistrzostwach świata w Göteborgu (1973).
W czasie swojej kariery zdobył łącznie 10 medali mistrzostw świata (5 srebrnych i 5 brązowych), 25 razy zwyciężał w wielkich międzynarodowych turniejach floretowych. Był trzykrotnym indywidualnym mistrzem Polski we florecie (1964, 1965, 1972). W 1972 w plebiscycie „Przeglądu Sportowego” został wybrany najlepszym sportowcem roku w Polsce. 
Po zakończeniu kariery wyjechał do USA, gdzie m.in. pracował dla włoskiej firmy IMA North America, Inc. Dwukrotnie żonaty. Z pierwszego małżeństwa z Margot Zborowską miał dwie córki: Jacqueline (ur. 1978) i Dominikę (ur. 1982).
Zmarł na raka płuc 5 maja 2008 w swym domu w Bronxville (USA). Został pochowany w Alei Zasłużonych na cmentarzu Wojskowym na Powązkach w Warszawie (kwatera C31-tuje-19).

## Ordery i odznaczenia
- Krzyż Oficerski Orderu Odrodzenia Polski (22 grudnia 1998)[8][9]
- Krzyż Kawalerski Orderu Odrodzenia Polski (1972)[10]
- Złoty Medal za Wybitne Osiągnięcia Sportowe[11]